# Residu quadràtic
El residu quadràtic mòdul {\displaystyle m} en matemàtica i dins la teoria de nombres és qualsevol enter {\displaystyle r} coprimer amb {\displaystyle m} per al que tingui solució la congruència:
{\displaystyle x^{2}\equiv r{\pmod {m}},}
o, cosa que és el mateix, quan {\displaystyle r} és un quadrat no nul mòdul {\displaystyle m}, i que per tant té una arrel quadrada en l'aritmètica de mòdul {\displaystyle m}. Als enters que no són congruents amb quadrats perfectes mòdul {\displaystyle m} se'ls anomena no-residus quadràtics. En endavant els anomenaren com residus i no-residus.
Per exemple, quan el mòdul és 13, els residus són: 1, 3, 4, 9, 10 i 12, i els no residus 2, 5, 6, 7, 8, i 11. En general per a determinar quins són els residus quadràtics per a un mòdul donat, n'hi ha prou amb determinar les restes de dividir per {\displaystyle m} als quadrats perfectes dels enters nombres primers amb {\displaystyle m} i menor o iguals a {\displaystyle m/2}.
En el cas que es limiti l'estudi només als nombres primers és convenient usar el símbol de Legendre, i la seva extensió, el símbol de Jacobi.

## Propietats
- El producte d'un residu i un no-residu és un no-residu
- Si {\displaystyle p} és un nombre primer, la meitat de les {\displaystyle p-1} classes residuals mòdul {\displaystyle p} són residus i l'altra meitat no-residus.
- -1 és un residu de tots els nombres primers de la successió {\displaystyle 4k+1} i és un no-residu de tots els primers de la successió {\displaystyle 4k+3}
- 2 és un residu de tots els primers de les successions {\displaystyle 8k+1} i {\displaystyle 8k+7} i és un no-residu de tots els altres primers imparells.
- Si {\displaystyle p} i {\displaystyle q} són primers imparells i cap d'ells pertany a la successió {\displaystyle 4k+1} aleshores {\displaystyle p} és un residu mòdul {\displaystyle q} si i només si {\displaystyle q} és un no-residu mòdul {\displaystyle p}. Si per altra banda qualsevol dels dos,o ambdós, pertanyen a la successió {\displaystyle 4k+1} aleshores {\displaystyle p} és un residu mòdul {\displaystyle q} si i només si {\displaystyle q} és un residu mòdul {\displaystyle p}.

Aquesta darrera propietat rep el nom de Llei de reciprocitat quadràtica, i és un dels teoremes més importants de la teoria elemental de nombres.

## Problemes oberts i conjectures
Un dels problemes més importants sobre residus quadràtics és l'ordre de magnitud del mínim no-residu quadràtic positiu {\displaystyle n(p)}. El millor resultat conegut el va donar Burguess, assegura que l'expressió
{\displaystyle {\frac {n(p)}{p^{1/4{\sqrt {e}}}}}}
està acotada per a tots els nombres primers, i es conjectura que el resultat podria seguir sent cert si es substitueix el denominador per {\displaystyle (\log p)^{2}}.

## Extensions
De la mateixa manera es pot parlar de residus cúbics, residus biquadràtics i en general de residus potencials.